# Marcus Grönholm
Marcus Grönholm (ur. 5 lutego 1968 w Kauniainen) – fiński kierowca rajdowy. Był fabrycznym kierowcą zespołów Toyoty, Peugeota i Forda. W swojej karierze jeździł z takimi pilotami jak: Voitto Silander czy Timo Rautiainen. Nosi przydomek "Bosse". Jest synem byłego rajdowca, Ulfa Grönholma, który zginął podczas testów w 1981 roku koło Kirkkonummi.
Swoją karierę rajdową Grönholm rozpoczął w 1987 roku, a jego pierwszym samochodem był Ford Escort. W sierpniu 1989 roku zadebiutował w Rajdowych Mistrzostwach Świata jadąc samochodem Lancia Delta HF Integrale. W debiutanckim Rajdzie Finlandii zajął dwudzieste trzecie miejsce. W 1991 roku został mistrzem Finlandii w grupie N, a w latach 1994, 1996, 1997 i 1998 wywalczył cztery tytuły mistrza Finlandii w grupie A.
W 1999 roku Grönholm został członkiem zespołu Peugeota. W lutym 2000 roku podczas Rajdu Szwecji 2000 po raz pierwszy w karierze stanął na podium w rajdzie mistrzostw świata i jednocześnie odniósł swoje pierwsze zwycięstwo. W sezonie 2000 wywalczył swój pierwszy tytuł mistrza świata jadąc Peugeotem 206 WRC, a w 2002 roku ponownie został mistrzem. W latach 2006–2007 był członkiem zespołu Forda. W 2006 i 2007 roku jadąc Ford Focus WRC został dwukrotnie z rzędu wicemistrzem świata.
W swojej karierze Grönholm wygrał łącznie 30 rajdów w mistrzostwach świata. 61 razy w swojej karierze stawał na podium w rajdach mistrzostw świata. Zdobył w nich 615 punktów. Wygrał 542 odcinki specjalne.

## Kariera

### Początki
Grönholm urodził się w mieście Kauniainen, w rodzinie szwedzkojęzycznych Finów. Swoją karierę w sportach motorowych rozpoczął wzorując się na ojcu, Ulfie Grönholmie, dwukrotnym rajdowym mistrzu Finlandii. W 1981 roku Grönholm rozpoczął starty w motocrossie, jednak pięć lat później doznał kontuzji kolana i musiał zaprzestać jazdy motorem. W 1987 roku otrzymał licencję rajdową i zaczął startować w lokalnych fińskich rajdach, a jego pierwszym rajdowym samochodem był Ford Escort. W 1988 roku jadąc Oplem Asconą z siostrą Mią jako pilotem wywalczył rajdowe mistrzostwo Finlandii juniorów. W sierpniu 1989 roku zadebiutował w mistrzostwach świata. Jadąc z pilotem Ilkką Rippinenem Lancią Deltą HF Integrale zajął dwudzieste trzecie miejsce w Rajdzie Finlandii. W 1990 roku Grönholm startował już N-grupową Toyotą Celiką GT-Four. Wystartował nią m.in. w sierpniowym Rajdzie Finlandii, którego nie ukończył na skutek wypadku. W 1991 roku wywalczył tytuł mistrza Finlandii w grupie N, a w 1992 roku przesiadł się do A-grupowej Toyoty Celiki Turbo 4WD. W sierpniu 1992 wystartował w Rajdzie Finlandii 1992 i wygrał pierwszy odcinek specjalny, jednak na piątym uległ wypadkowi i wycofał się z rajdu. W 1993 roku zdobył swój pierwszy punkt w mistrzostwach świata, gdy zajął dziesiątą pozycję w Rajdzie Finlandii 1993.
W 1994 roku Grönholm wywalczył swoje pierwsze w karierze mistrzostwo Finlandii w grupie A za kierownicą Toyoty Celiki. Z kolei w odbywającym się latem Rajdzie Finlandii był piąty w klasyfikacji generalnej i przyjechał na metę za takimi zawodnikami jak: Tommi Mäkinen, Didier Auriol, Carlos Sainz i François Delecour. W 1995 roku zaliczył trzy występy w mistrzostwach świata, w Rajdzie Szwecji, Rajdzie Portugalii i Rajdzie Nowej Zelandii, jednak żadnego z nich nie ukończył. Był za to drugi w Rajdzie Finlandii za Thomasem Rådströmem, jednak w zawodach tych brały udział jedynie samochody w klasie F2. W 1996 roku Grönholm po raz drugi został rajdowym mistrzem Finlandii. Wziął też udział w dwóch rajdach mistrzostw świata: Rajdzie Szwecji i Rajdzie Finlandii. W pierwszym z nich był siódmy, a w drugim dojechał na czwartej pozycji. W 1997 roku Grönholm ponownie wywalczył rajdowy tytuł mistrza swojego kraju. W pięciu startach w mistrzostwach świata Fin dwukrotnie zdobył punkty do klasyfikacji generalnej mistrzostw. W majowym Rajdzie Argentyny był czwarty, a listopadowy Rajd Wielkiej Brytanii ukończył na piątej pozycji. Startował w nim (podobnie jak w sierpniu w Rajdzie Finlandii) samochodem klasy WRC, Toyotą Corollą WRC w barwach zespołu Toyota Castrol Team. W 1998 roku Grönholm startował zarówno Toyotą Corollą WRC i Toyotą Celiką GT-Four. Wywalczył swój czwarty już tytuł mistrzowski w Finlandii. W sześciu startach w mistrzostwach świata 1998 tylko jeden raz zdobył punkty – w lutowym Rajdzie Szwecji, w którym był piąty.

### 1999–2003: Peugeot 206 WRC

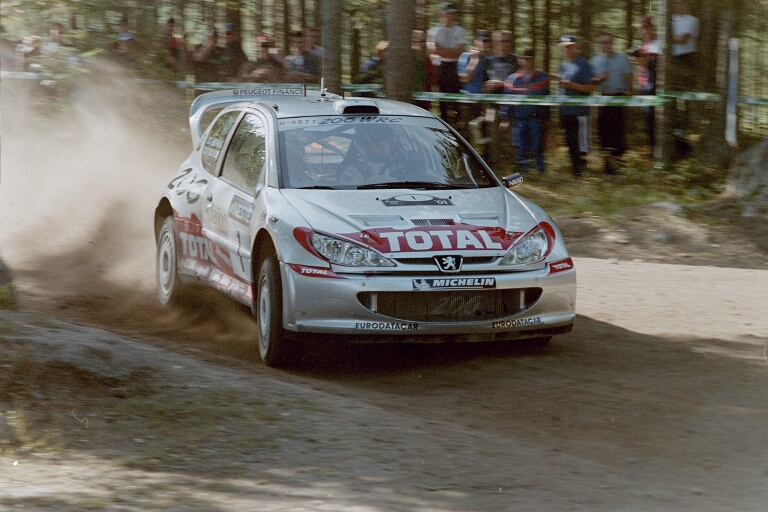
Grönholm w Rajdzie Finlandii 2001

Jeszcze w sierpniu 1998 po Rajdzie Finlandii (w którym Grönholm był siódmy) kierownictwo fabrycznego zespołu Peugeota zaproponowało Grönholmowi dwuletni kontrakt na starty Peugeotem 206 WRC w sezonie 1999. W listopadzie 1998 odbył on w Paryżu pierwsze testy nowym samochodem. W sezonie 1999 jeździł w Peugeocie z Francuzami François Delecourem i Gilles'em Panizzim. Pierwsze dwa rajdy w sezonie 1999 Grönholm pojechał jednak innymi samochodami niż Peugeot. W Rajdzie Szwecji (którego nie ukończył) był to SEAT Córdoba WRC, a w Rajdzie Portugalii (wycofał się na skutek awarii skrzyni biegów) – Mitsubishi Carisma GT Evo 6. Swój debiut w Peugeocie Grönholm zaliczył w czerwcu 1999. Z Rajdu Grecji wycofał się jednak już na drugim odcinku specjalnym na skutek awarii sprzęgła. W sierpniu 1999 na rodzimych trasach w Rajdzie Finlandii Grönholm dojechał na czwartej pozycji. Do końca sezonu 1999 wystartował jeszcze w trzech rajdach. W Rajdzie Sanremo zajął ósmą pozycję, a w Rajdzie Australii – piątą. Z kolei w ostatnim rajdzie sezonu, listopadowym Rajdzie Wielkiej Brytanii Grönholm do dziewiętnastego odcinka specjalnego jechał na trzeciej pozycji, jednak uległ wypadkowi i był zmuszony wycofać się z zawodów.
Sezon 2000, w którym Grönholm miał startować we wszystkich rajdach, rozpoczął od wycofania się na piątym odcinku specjalnym ze styczniowego Rajdu Monte Carlo z powodu awarii samochodu. W lutym 2000 odniósł swoje pierwsze zwycięstwo w karierze w mistrzostwach świata. Po drugim odcinku specjalnym objął prowadzenie w klasyfikacji Rajdu Szwecji i nie oddał go do końca rajdu. Wygrał o 6,8 sekundy przed Tommim Mäkinenem i 13,7 sekundy przed Colinem McRae. Kolejnego rajdu, Rajdu Safari, Grönholm nie ukończył na skutek awarii sprzęgła w Peugeocie. W marcu 2000 Grönholm po raz drugi w sezonie stanął na podium. Był drugi w Rajdzie Portugalii i przegrał jedynie z Anglikiem Richardem Burnsem. Na podium dojechał także w majowym Rajdzie Argentyny. Ponownie był drugi i ponownie przegrał pierwsze miejsce z Burnsem. W czerwcu Fin wygrał po raz drugi w sezonie. Był pierwszy na mecie Rajdu Nowej Zelandii przed Colinem McRae i Carlosem Sainzem. Na skutek odpadnięcia z rajdu lidera mistrzostw świata Burnsa Grönholm zmniejszył do niego stratę w klasyfikacji generalnej do czterech punktów. W kolejnym rajdzie, sierpniowym Rajdzie Finlandii Burns ponownie nie dojechał do mety, a Grönholm odniósł drugie zwycięstwo z rzędu (wygrał z Colinem McRae i rodakiem Harrim Rovanperą). Fin tym samym awansował na pierwsze miejsce w klasyfikacji generalnej mistrzostw świata. W kolejnych trzech rajdach Grönholm nie stanął na podium. Rajdu Cypru nie ukończył (awaria silnika), w Rajdzie Korsyki był piąty, a w Rajdzie San Remo – czwarty. W listopadowym Rajdzie Australii Grönholm przyjechał na drugiej pozycji Tommim Mäkinenem. 24 godziny po zawodach Mäkinen został zdyskwalifikowany za używanie nieprzepisowej turbosprężarki w jego Mitsubishi Lancerze Evo 6. Zwycięzcą rajdu został Grönholm, który przed ostatnim rajdem sezonu powiększył przewagę w klasyfikacji mistrzostw nad Burnsem do dziewięciu punktów. Rajd Wielkiej Brytanii wygrał Burns, ale Grönholm przyjechał na drugiej pozycji, dzięki czemu został po raz pierwszy w karierze mistrzem świata. W klasyfikacji generalnej zdobył 65 punktów, o 5 więcej niż Brytyjczyk.

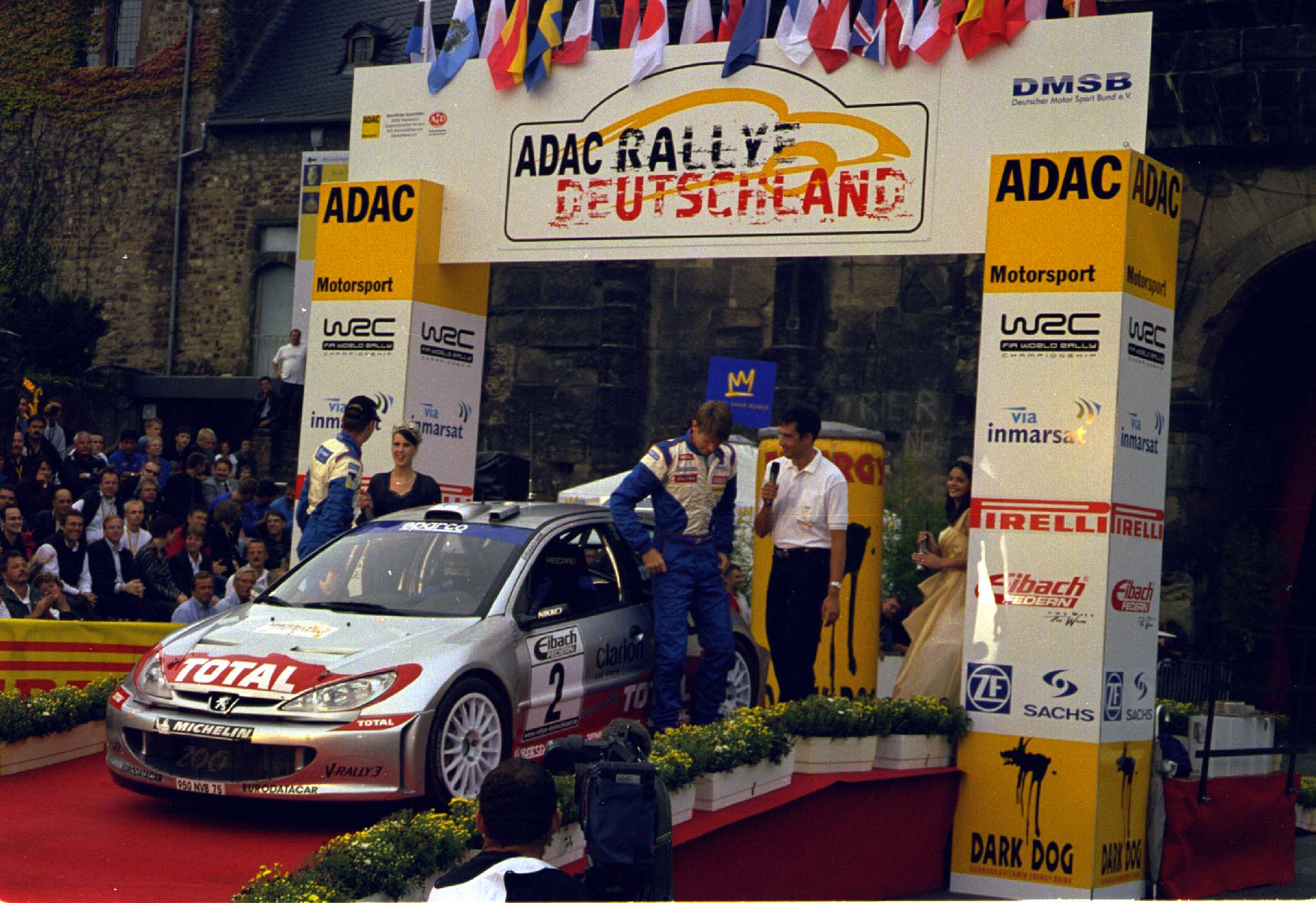
Grönholm w Peugeocie 206 WRC na starcie Rajdu Niemiec 2002

Pierwsza połowa sezonu 2001 była dla Grönholma nieudana. Styczniowego Rajdu Monte Carlo nie ukończył na skutek awarii pompy, a w lutowym Rajdzie Szwecji awarii w jego Peugeocie uległ silnik. W trzecim rajdzie sezonu, Rajdzie Portugalii, Grönholm stanął na podium. Był trzeci za Tommim Mäkinenem i Carlosem Sainzem. Jednak w żadnym z pięciu następnych rajdów Grönholm nie dojechał do mety. W Rajdzie Hiszpanii stracił koło, w Rajdzie Argentyny awarii uległo sprzęgło, a z Rajdu Cypru wycofał się na skutek niskiego ciśnienia paliwa. Przyczyną wycofania się Grönholma z Rajdu Grecji było ciśnienie oleju, a z Rajdu Safari – uszkodzone zawieszenie. Dopiero w sierpniu 2001 Grönholm ukończył rajd. Odniósł wówczas zwycięstwo w Rajdzie Finlandii. Następnie Grönholm był siódmy w Rajdzie Nowej Zelandii, piąty w Rajdzie Włoch i nie ukończył Rajdu Francji. Na początku listopada 2001 Grönholm zwyciężył w Rajdzie Australii kończąc rajd przed Richardem Burnsem i Didierem Auriolem. W ostatnim rajdzie sezonu 2001, Rajdzie Wielkiej Brytanii, Grönholm ponownie wygrał. Oba zwycięstwa pozwoliły mu zająć czwarte miejsce w klasyfikacji generalnej mistrzostw świata. W sezonie 2001 zdobył łącznie 36 punktów.
Sezon 2002 Grönholm rozpoczął od zajęcia piątego miejsca w styczniowym Rajdzie Monte Carlo. Na początku lutego Grönholm odniósł swoje ósme zwycięstwo w karierze i drugie w Rajdzie Szwecji. Wygrał z Harrim Rovanperą oraz z Carlosem Sainzem i objął prowadzenie w klasyfikacji generalnej mistrzostw świata o dwa punkty przed Tommim Mäkinenem. W marcu 2002 w asfaltowym Rajdzie Korsyki był drugi i przegrał jedynie z partnerem z zespołu Peugeota, Gilles'em Panizzim. Punkty do klasyfikacji mistrzostw świata zdobył także w kolejnym rajdzie, Rajdzie Hiszpanii, w którym zajął czwartą pozycję. W kwietniu 2002 Grönholm umocnił się na pozycji lidera mistrzostw świata. Zwyciężył w Rajdzie Cypru wyprzedzając Richarda Burnsa i Tommiego Mäkinena. W maju 2002 Grönholm wygrał kolejny rajd, Rajd Argentyny. Niedługo po rajdzie został jednak zdyskwalifikowany za pomoc członków zespołu Peugeota w nieprzeznaczonym do tego punkcie. Zespół Peugeota zdecydował nie odwoływać się od tej decyzji. W czerwcu, w Rajdzie Grecji Grönholm ponownie stanął na podium. Był drugi za Colinem McRae. W sierpniu 2002 Grönholm odniósł trzecie kolejne zwycięstwo w Rajdzie Finlandii. Wyprzedził Richarda Burnsa i Pettera Solberga. W sierpniu Grönholm był trzeci w Rajdzie Niemiec za Sébastienem Loebem i Richardem Burnsem, a we wrześniu był drugi w Rajdzie Włoch (przegrał jedynie z Gilles'em Panizzim). W październiku 2002 Grönholm odniósł jedenaste zwycięstwo w karierze. Dzięki wygranej w Rajdzie Nowej Zelandii i odpadnięciu Richarda Burnsa z rywalizacji w nim, Fin zapewnił sobie zdobycie drugiego w karierze tytuły mistrza świata. W kolejnym rajdzie, Rajdzie Australii, Grönholm ponownie przyjechał na metę pierwszy, przed Harrim Rovanperą i Petterem Solbergiem. Nie ukończył natomiast ostatniej imprezy sezonu, Rajdu Wielkiej Brytanii.
W styczniu 2003 Grönholm rozpoczął sezon od startu w Rajdzie Monte Carlo. Do 9. odcinka specjalnego Fin prowadził, jednak na 8 kilometrze tego odcinka uderzył w skałę i uszkodził samochód. Próbował naprawić samochód, w związku z czym stracił 30 minut. Ostatecznie ukończył rajd na trzynastej pozycji. W lutym 2003 Grönholm wygrał po raz pierwszy w sezonie. W Rajdzie Szwecji przyjechał na metę przed Tommim Mäkinenem i Richardem Burnsem. W kwietniu 2003 Fin po raz drugi z rzędu zwyciężył w Rajdzie Nowej Zelandii. Awansował na drugie miejsce w klasyfikacji mistrzostw świata, 6 punktów za Richardem Burnsem. W maju 2003, w kolejnym starcie w mistrzostwach świata, pomimo uszkodzenia koła na jednym odcinków specjalnych, Grönholm znów zwyciężył. W Rajdzie Argentyny wygrał o 26,6 sekund z Carlosem Sainzem i 1.12,8 minuty z Richardem Burnsem. Jednak w pięciu następnych rajdach Grönholm tylko jeden raz dojechał do mety. W lipcu 2003 zajął drugie miejsce w Rajdzie Niemiec. W Rajdzie Grecji przyczyną nieukończenia rajdu była awaria pompy paliwa, a w Rajdzie Cypru awarii uległ wał. Z kolei Rajdu Finlandii, Australii i Włoch nie ukończył na skutek wypadków i uszkodzeń auta. Do końca sezonu 2003 Grönholm zdobył jeszcze punkty w dwóch rajdach: Francji i Hiszpanii. W klasyfikacji mistrzostw świata zajął ostatecznie szóste miejsce. Zdobył 46 punktów.

### 2004–2005: Peugeot 307 WRC

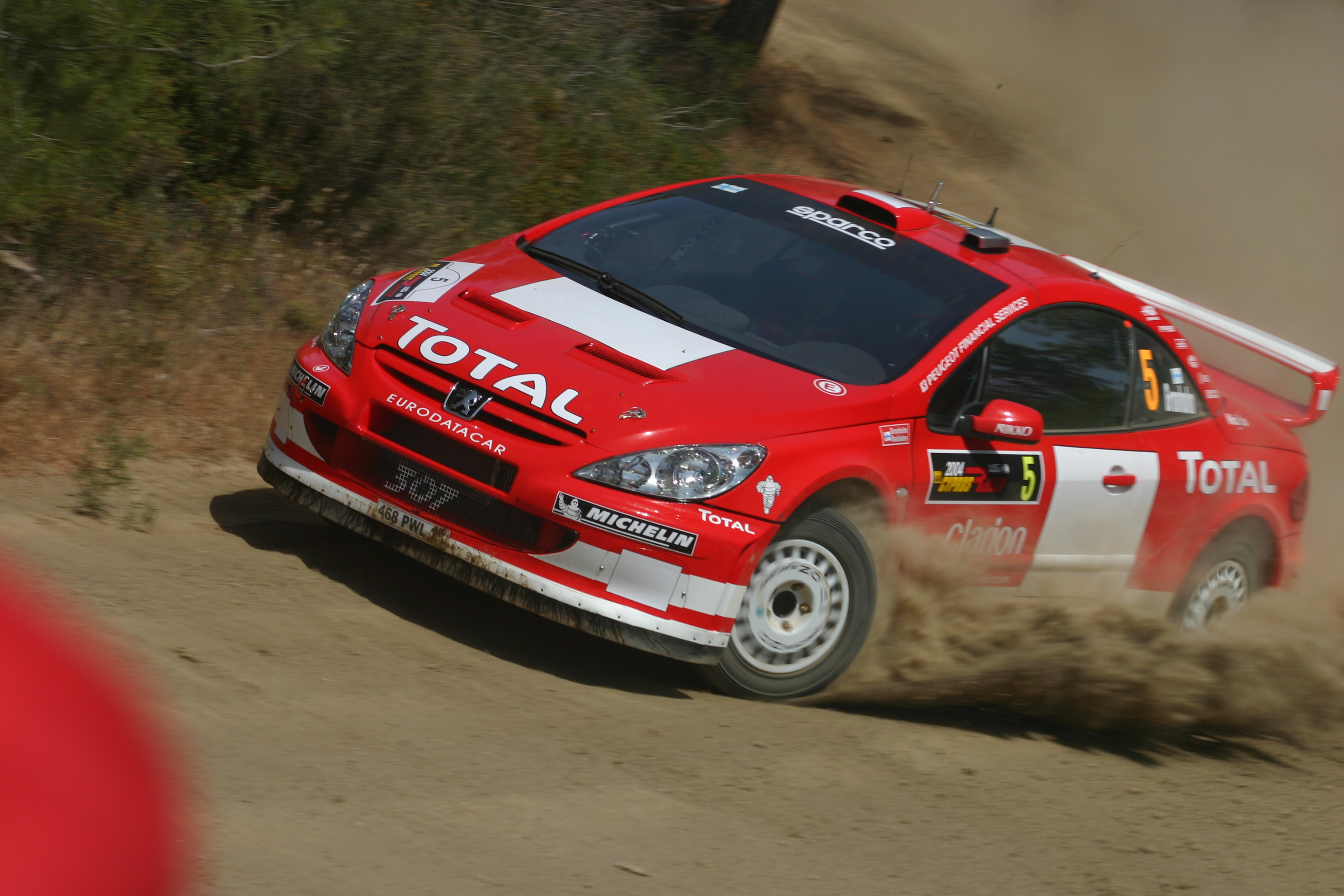
Grönholm w Peugeocie 307 WRC na trasie Rajdu Cypru 2004

Przed sezonem 2004 zespół Peugeota zaprezentował nowy samochód – Peugeota 307 WRC. Swój debiut w nim Grönholm zaliczył w styczniu 2004, w Rajdzie Monte Carlo. Zajął w nim czwarte miejsce, tracąc niespełna 7 sekund do trzeciego François Duvala. W lutowym Rajdzie Szwecji po raz pierwszy za kierownicą 307 WRC Grönholm stanął na podium. Był drugi i przegrał o 46,4 sekundy z Sébastienem Loebem. W marcu, w Rajdzie Meksyku, Grönholm był szósty, a w kwietniu 2004 zajął drugą pozycję w Rajdzie Nowej Zelandii za Petterem Solbergiem. W maju 2004 Grönholm odniósł zwycięstwo w Rajdzie Cypru, jednak kilka dni po rajdzie został zdyskwalifikowany za niezgodną z przepisami pompę wody. Z tego samego powodu z rajdu został również wykluczony partner Grönholma z zespołu Peugeota, Harri Rovanperä. Kolejnego rajdu w mistrzostwach świata, Rajdu Grecji, Grönholm nie ukończył na skutek awarii zawieszenia na 11. odcinku specjalnym. W czerwcu 2004 Grönholm po raz trzeci w sezonie stanął na podium. Zajął drugie miejsce w Rajdzie Turcji za Sébastienem Loebem. Z kolei lipcowego Rajdu Argentyny Grönholm nie ukończył. Do drugiego dnia rajdu prowadził, jednak uległ wypadkowi i wycofał się z dalszego udziału w rajdzie. W sierpniu 2004 Grönholm wygrał swój pierwszy rajd w sezonie 2004. Po raz czwarty w karierze wygrał Rajd Finlandii zajmując miejsce na podium przed Estończykiem Markko Märtinem i Hiszpanem Carlosem Sainzem. W Rajdzie Niemiec Grönholm uległ wypadkowi na 1. odcinku specjalnym i nie ukończył tego rajdu. Następnie był czwarty w Rajdzie Japonii, ale w Rajdzie Wielkiej Brytanii znów miał wypadek. W czterech ostatnich rajdach sezonu Grönholm tylko raz stanął na podium – w październikowym Rajdzie Katalonii, w którym był drugi. W mistrzostwach świata zajął piątą pozycję z 62 zdobytymi punktami.

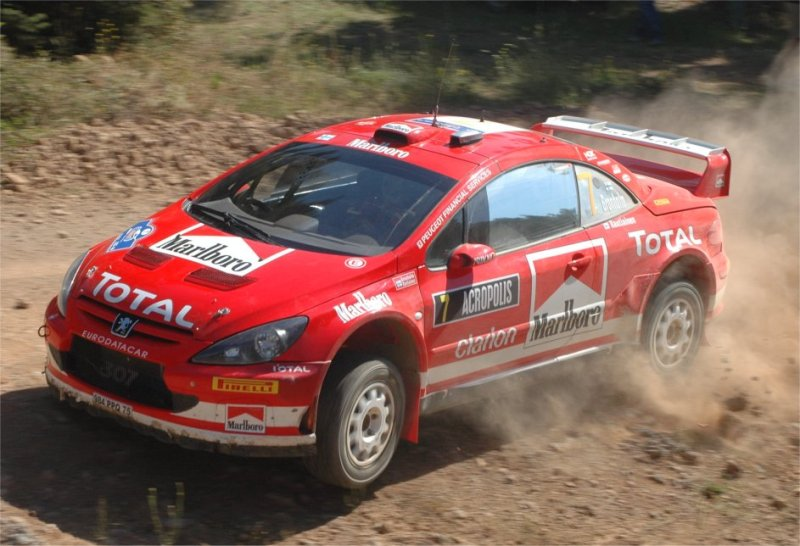
Grönholm w Rajdzie Finlandii 2005

W pierwszym rajdzie sezonu 2005, Rajdzie Monte Carlo, Grönholm zajął piąte miejsce. Kolejnego rajdu, Rajdu Szwecji, jednak nie ukończył. Na 16. odcinku specjalnym uległ wypadkowi, na skutek którego stracił koło. Uszkodzenia Peugeota 307 WRC były na tyle poważne, że Grönholm musiał wycofać się z rajdu. W marcu 2005, w Rajdzie Meksyku Grönholm przyjechał do mety na drugiej pozycji i przegrał jedynie z Petterem Solbergiem. Z kolei w kwietniu ponownie był drugi, tym razem w Rajdzie Nowej Zelandii. Przegrał o 49,8 sekundy z Sébastienem Loebem. W Rajdzie Sardynii znów stanął na podium. Tym razem zajął trzecie miejsce za Loebem i Solbergiem. Rajdu Cypru Grönholm nie ukończył na skutek awarii samochodu. W czerwcowym Rajdzie Turcji był trzeci, a w tym samym miesiącu, w Rajdzie Grecji, dojechał do mety na czwartej pozycji. W lipcu 2005 Grönholm znów stanął na podium. W Rajdzie Argentyny przegrał o 26,1 sekundy z Sébastienem Loebem i zajął drugie miejsce. Z kolei w sierpniu 2005 Fin odniósł swoje pierwsze zwycięstwo w sezonie. Wygrana w Rajdzie Finlandii była dla Grönholma piątą wygraną w tej imprezie w jego karierze. W klasyfikacji wyprzedził on Loeba i Märtina. W sierpniu 2005 Grönholm był trzeci w Rajdzie Niemiec, a we wrześniu nie ukończył Rajdu Wielkiej Brytanii. Na przełomie września i października Grönholm wygrał swój drugi rajd w sezonie. Po raz pierwszy w karierze wygrał Rajd Japonii, który ukończył przed Loebem, który wywalczył tytuł mistrza świata i Chrisem Atkinsonem. Trzech ostatnich rajdów w sezonie 2005 Grönholm jednak nie ukończył, wszystkich z powodu awarii technicznych samochodu. Ostatecznie zajął trzecie miejsce w klasyfikacji generalnej mistrzostw świata za Loebem i Solbergiem. Zdobył 71 punktów, tyle co Solberg, jednak wicemistrzostwo świata przegrał mniejszą liczbą wygranych rajdów.

### 2006–2007: Ford

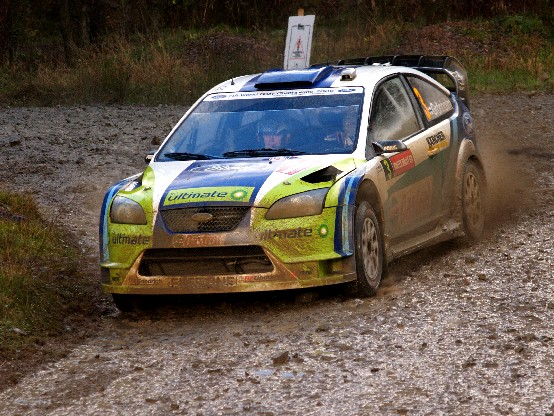
Grönholm w Fordzie Focusie WRC na odcinku specjalnym Rajdu Wielkiej Brytanii 2006

Jeszcze w październiku 2005 roku Grönholm podpisał kontrakt z zespołem Forda na starty Fordem Focusem WRC 06 w sezonie 2006. Partnerem Grönholma w zespole Forda w sezonie 2006 był jego rodak Mikko Hirvonen. Debiut Grönholma w zespole Forda nastąpił w styczniu 2006, w Rajdzie Monte Carlo. Grönholm wygrał ten rajd plasując się w klasyfikacji generalnej przed Sébastienem Loebem i Tonim Gardemeisterem. Było to dziewiętnaste w karierze zwycięstwo Grönholma w mistrzostwach świata, ale pierwsze w rajdzie asfaltowym. W lutym 2006 Grönholm zwyciężył w Rajdzie Szwecji (wygrał z Loebem i Danielem Carlssonem). Było to zarazem pięćdziesiąte w historii zwycięstwo zespołu Forda w historii mistrzostw świata. W marcu 2006 Grönholm zajął ósme miejsce w Rajdzie Meksyku, a następnie był kolejno: trzeci w Rajdzie Hiszpanii, drugi w Rajdzie Francji i dziesiąty w Rajdzie Argentyny. Nie ukończył jednak majowego Rajdu Włoch na skutek wycieku oleju w jego Fordzie. Swoje trzecie zwycięstwo w sezonie 2006 Grönholm odniósł na początku czerwca, w Rajdzie Grecji. Wyprzedził w nim Sébastiena Loeba i Mikko Hirvonena. W kolejnym starcie, w Rajdzie Niemiec, Fin ponownie stanął na podium. Był trzeci. W sierpniu Grönholm wygrał swój szósty w karierze Rajd Finlandii. Wyprzedził w nim o ponad minutę Loeba i ponad półtorej minuty Hirvonena. Na początku września Grönholm przyjechał drugi w Rajdzie Japonii za Loebem. Drugi za Francuzem Grönholm był także w kolejnym rajdzie, Rajdzie Cypru. Loeb tym samym umocnił się na prowadzeniu w mistrzostwach świata i powiększył przewagę nad Finem do 35 punktów. Na cztery rajdy przed końcem sezonu 2006 Loeb złamał jednak rękę podczas jazdy na rowerze i nie wystąpił już w żadnych zawodach. Grönholm zwyciężył w październikowym Rajdzie Turcji, dojeżdżając do mety rajdu przed Hirvonenem i Henningiem Solbergiem. Odrobił tym samym 10 punktów do Loeba. W odbywającym się pod koniec października Rajdzie Australii Grönholm przyjechał jednak na piątej pozycji. Zdobył 4 punkty. Dorobek ten okazał się jednak zbyt mały i na dwa rajdy przed końcem Loeb został mistrzem świata. Grönholm wygrał dwa ostatnie rajdy sezonu 2006: Rajd Nowej Zelandii i Rajd Wielkiej Brytanii. Sezon 2006 zakończył z dorobkiem 111 punktów. Zdobył ich o jeden mniej niż Loeb.

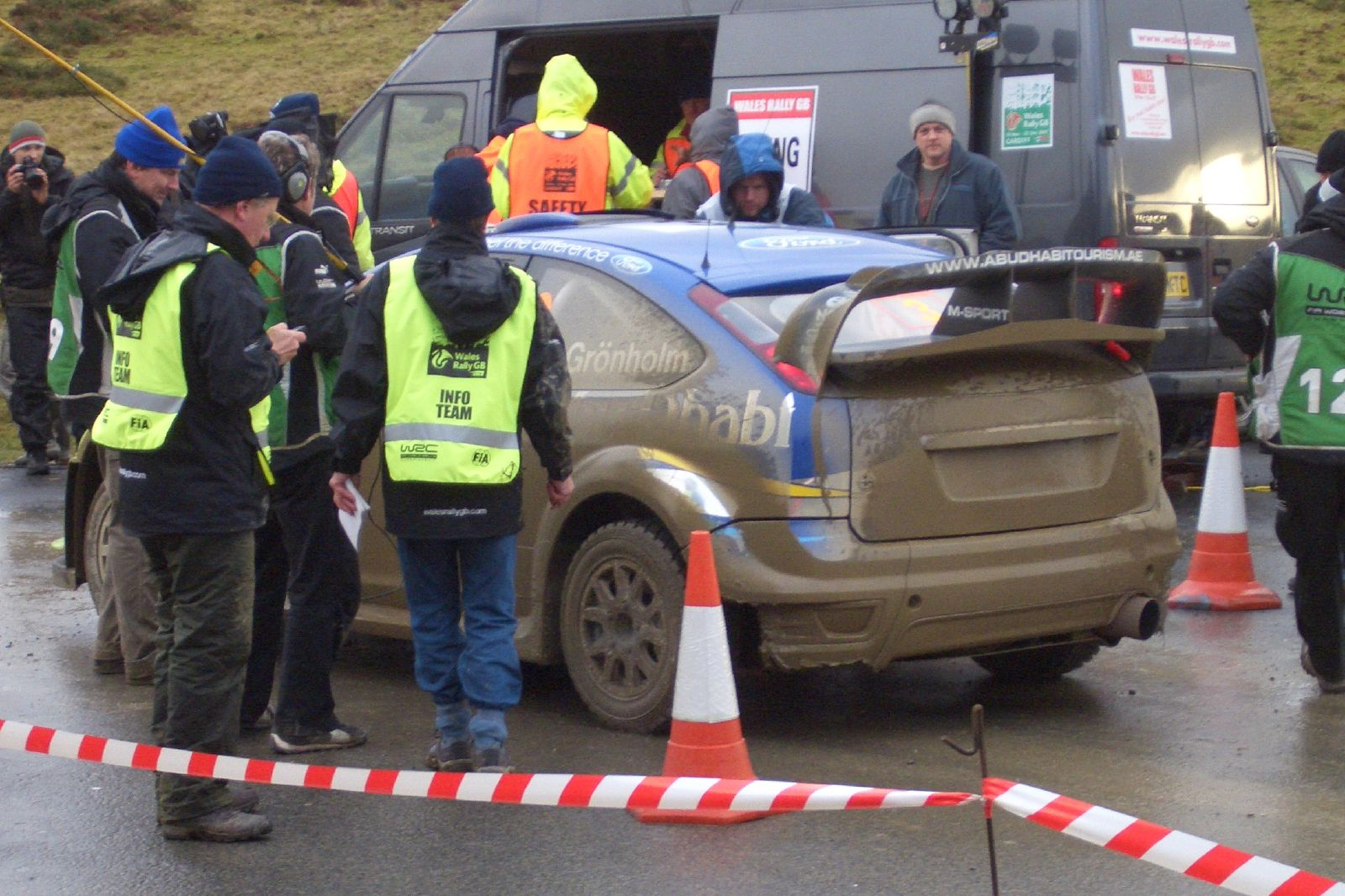
Grönholm podczas startu w Rajdu Wielkiej Brytanii 2007

W pierwszym rajdzie sezonu 2007 Grönholm przyjechał na trzeciej pozycji za Sébastienem Loebem i Danielem Sordo. W lutym Grönholm odniósł piąte w swojej karierze zwycięstwo w Rajdzie Szwecji. Wyprzedził o nieco ponad 53 sekundy Loeba i 1 minutę 43 sekundy Mikko Hirvonena. Dwa tygodnie po szwedzkim rajdzie Grönholm wystartował w Rajdzie Norwegii. Rajd ten wygrał jego rodak Hirvonen, a Grönholm ukończył go na drugiej pozycji przegrywając na mecie o 9,5 sekundy. Także w marcowym Rajdzie Meksyku Grönholm był drugi. Tym razem uległ jedynie Sébastienowi Loebowi. W kwietniowym Rajdzie Portugalii zajął czwartą pozycję, a w majowym Rajdzie Argentyny drugą za Loebem. Od maja do sierpnia Grönholm odniósł trzy kolejne zwycięstwa. Pierwszym zwycięstwem było zwycięstwo w Rajdzie Sardynii. Dzięki wycofaniu się Loeba z rajdu na skutek urwania koła, Grönholm objął prowadzenie w klasyfikacji generalnej mistrzostw świata. Na początku czerwca Grönholm wygrał Rajd Grecji, a w sierpniu zwyciężył w Rajdzie Finlandii. Było to jego czwarte z rzędu zwycięstwo w tym rajdzie i siódme w karierze. W sierpniowym Rajdzie Niemiec Grönholm był czwarty, głównie na skutek opuszczenia trasy na jednym z ostatnich odcinków specjalnych. W Rajdzie Nowej Zelandii jednak triumfował i przyjechał w nim o 0,3 sekundy przed Loebem. W dwóch kolejnych rajdach sezonu 2007 Grönholm przyjeżdżał na punktowanych pozycjach. W Rajdzie Hiszpanii był drugi, a w Rajdzie Francji – trzeci. Oba rajdy wygrał Loeb, który zmniejszył stratę do Grönholma w klasyfikacji generalnej mistrzostw do czterech punktów. W październikowym Rajdzie Japonii zarówno Loeb, jak i Grönholm nie dojechali do mety. Fin nie ukończył jednak także następnego rajdu, Rajdu Irlandii, w którym miał wypadek, a rajd wygrał Loeb, który tym samym został liderem mistrzostw świata. W ostatnim rajdzie sezonu, Rajdzie Wielkiej Brytanii, Grönholm był drugi, jednak trzecie miejsce Loeba zapewniło Francuzowi tytuł mistrza świata, a Grönholm został wicemistrzem przegrywając w łącznej klasyfikacji o cztery punkty. Jeszcze w trakcie sezonu 2007, we wrześniu, Grönholm oświadczył oficjalnie, iż kończy swoją karierę. Motywował to tym, że chciałby poświęcić więcej czasu swojej rodzinie.

### Po odejściu z WRC

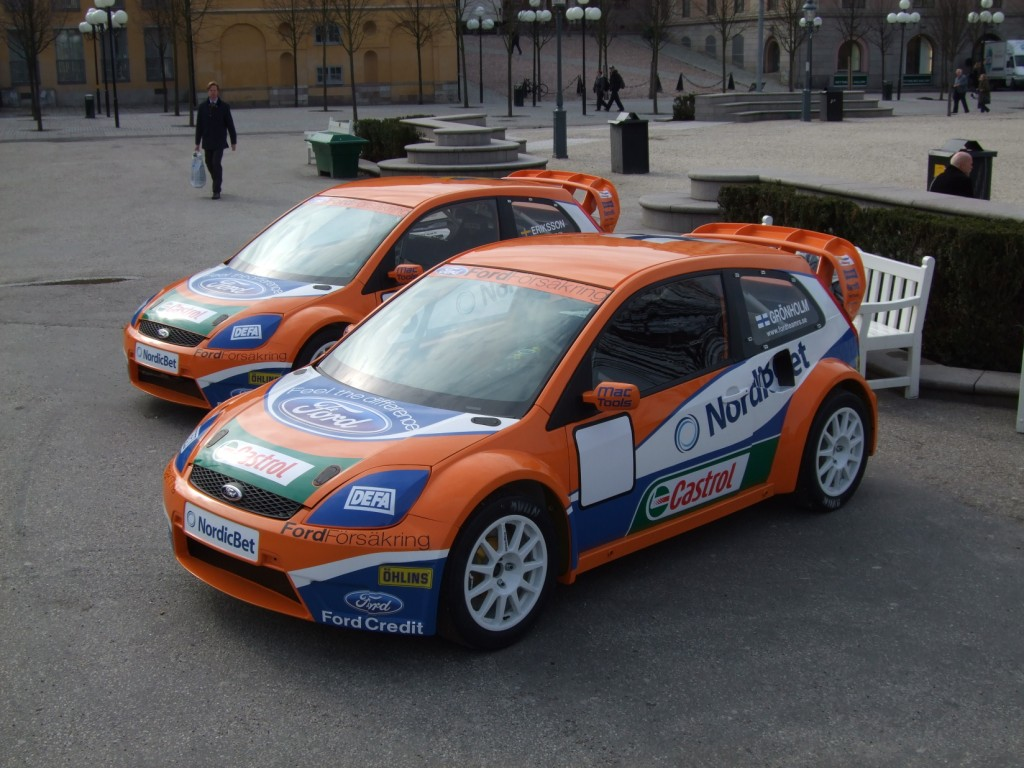
Ford Fiesta ST Grönholma, którą Fin startował w rallycrossie w 2008 roku

Po zakończeniu kariery w rajdach Grönholm rozpoczął w 2008 roku starty w rallycrossie. W sezonie 2008 miał wziąć udział w pięciu zawodach rallycrossowych w ramach Mistrzostw Europy startując Fordem Fiestą ST w barwach zespołu Ford Team RS Europe wraz ze szwedzkim kierowcą Andréasem Erikssonem. W debiutanckim starcie w szwedzkim Holjes Grönholm odniósł zwycięstwo. Ostatecznie w sezonie 2008 Grönholm wystąpił łącznie w trzech zawodach rallycrossowych zamiast pięciu. Pojechał także w zawodach w Holandii w Valkenswaard (był na nich dziesiąty) i w Polsce w Słomczynie (był dwunasty).
W sierpniu 2008 Grönholm otrzymał ofertę startu w zespole Stobart M-Sport Ford w Rajdzie Nowej Zelandii, w którym miałby zastąpić kontuzjowanego Gianluigiego Gallego. Fin jednak odrzucił ofertę. Pod koniec 2008 roku Grönholm był też bliski podpisania kontraktu z zespołem Subaru na sezon 2009. Ostatecznie jednak zespół Subaru wycofał się ze startu w mistrzostwach świata.
W kwietniu 2009 roku Grönholm wystartował w mistrzostwach świata, w Rajdzie Portugalii 2009. Pojechał w nim samochodem Subaru Impreza WRC przygotowanego przez zespół Prodrive. Do 8. odcinka specjalnego Grönholm jechał na czwartej pozycji, jednak na skutek awarii silnika w Subaru musiał wycofać się z zawodów. W lutym 2010 roku Grönholm ponownie wziął udział w rajdzie mistrzostw świata. W Rajdzie Szwecji pojechał samochodem Ford Focus WRC w barwach zespołu Stobart. Szwedzki rajd ukończył na dwudziestej pierwszej pozycji.
W 2011 Grönholm rozpoczął starty w Global RallyCross. Kalendarz nowo powstałej serii składał się z trzech podwójnych rund. Podczas zawodów na Irwindale Speedway Fiński kierowca odniósł dwa zwycięstwa. W Old Mill Adventure Park Grönholm nie wystartował, natomiast na Pikes Peak International Raceway był drugi oraz pierwszy. W klasyfikacji generalnej zajął drugie miejsce ze stratą 24 punktów do Tannera Fousta. Dzięki temu miał zagwarantowany udział w X Games rozgrywanych według tych samych zasad, co GRC. Marcus Grönholm na ulicach Los Angeles wywalczył srebrny oraz brązowy medal.
Kolejny sezon Fin rozpoczął od zwycięstw na Charlotte Motor Speedway oraz Texas Motor Speedway. Podczas kwalifikacji do trzeciej rundy sezony rozgrywanej w ramach X Games miał poważny wypadek. Na jednym z zakrętów zjechał zbyt mocno do wewnętrznej trafiając w przerwę w bandzie. Nieprzytomny kierowca został zabrany do California Hospital Medical Center. Szybko odzyskał przytomność i po badaniach został wypisany ze szpitala.
Po tym wypadku Grönholm postanowił zakończyć swoją karierę w motosporcie. Sezon zakończył na siódmej pozycji z dorobkiem 43 punktów.
W 2013 został trenerem startującego w GRC Lites Fińskiego kierowcy Joniego Wimanna. W międzyczasie uczestniczył w testach innych kierowców. Z jego pomocy skorzystali Michał Kościuszko, Robert Kubica i Reinis Nittis.

## Życie prywatne
Grönholm jest żonaty z Teresą. Ma z nią trójkę dzieci. Mieszka z rodziną w mieście Ingå. Jest synem Ulfa Grönholma. Ojciec Marcusa również był kierowcą rajdowym i dwukrotnie wygrywał mistrzostwo Finlandii w rajdach. W 1981 roku zginął podczas testów koło Kirkkonummi. Grönholm ma siostrę Mię, która na początku kariery Marcusa była jego pilotem. Mia jest żoną Timo Rautiainena, który od 1995 roku był pilotem Grönholma w mistrzostwach świata. Z kolei kuzynem Grönholma jest inny fiński rajdowiec, Sebastian Lindholm.
Największymi idolami rajdowymi Grönholma z czasów młodości byli jego rodacy: Markku Alén, Hannu Mikkola i Ari Vatanen. Grönholm jest członkiem fińskiego oddziału Mensy.

## Zwycięstwa w Mistrzostwach Świata
| Nr | Rajd                   | Sezon | Pilot           | Samochód        |
| -- | ---------------------- | ----- | --------------- | --------------- |
| 1  | Rajd Szwecji           | 2000  | Timo Rautiainen | Peugeot 206 WRC |
| 2  | Rajd Nowej Zelandii    | 2000  | Timo Rautiainen | Peugeot 206 WRC |
| 3  | Rajd Finlandii         | 2000  | Timo Rautiainen | Peugeot 206 WRC |
| 4  | Rajd Australii         | 2000  | Timo Rautiainen | Peugeot 206 WRC |
| 5  | Rajd Finlandii         | 2001  | Timo Rautiainen | Peugeot 206 WRC |
| 6  | Rajd Australii         | 2001  | Timo Rautiainen | Peugeot 206 WRC |
| 7  | Rajd Wielkiej Brytanii | 2001  | Timo Rautiainen | Peugeot 206 WRC |
| 8  | Rajd Szwecji           | 2002  | Timo Rautiainen | Peugeot 206 WRC |
| 9  | Rajd Cypru             | 2002  | Timo Rautiainen | Peugeot 206 WRC |
| 10 | Rajd Finlandii         | 2002  | Timo Rautiainen | Peugeot 206 WRC |
| 11 | Rajd Nowej Zelandii    | 2002  | Timo Rautiainen | Peugeot 206 WRC |
| 12 | Rajd Australii         | 2002  | Timo Rautiainen | Peugeot 206 WRC |
| 13 | Rajd Szwecji           | 2003  | Timo Rautiainen | Peugeot 206 WRC |
| 14 | Rajd Nowej Zelandii    | 2003  | Timo Rautiainen | Peugeot 206 WRC |
| 15 | Rajd Argentyny         | 2003  | Timo Rautiainen | Peugeot 206 WRC |
| 16 | Rajd Finlandii         | 2004  | Timo Rautiainen | Peugeot 307 WRC |
| 17 | Rajd Finlandii         | 2005  | Timo Rautiainen | Peugeot 307 WRC |
| 18 | Rajd Japonii           | 2005  | Timo Rautiainen | Peugeot 307 WRC |
| 19 | Rajd Monte Carlo       | 2006  | Timo Rautiainen | Ford Focus WRC  |
| 20 | Rajd Szwecji           | 2006  | Timo Rautiainen | Ford Focus WRC  |
| 21 | Rajd Grecji            | 2006  | Timo Rautiainen | Ford Focus WRC  |
| 22 | Rajd Finlandii         | 2006  | Timo Rautiainen | Ford Focus WRC  |
| 23 | Rajd Turcji            | 2006  | Timo Rautiainen | Ford Focus WRC  |
| 24 | Rajd Nowej Zelandii    | 2006  | Timo Rautiainen | Ford Focus WRC  |
| 25 | Rajd Wielkiej Brytanii | 2006  | Timo Rautiainen | Ford Focus WRC  |
| 26 | Rajd Szwecji           | 2007  | Timo Rautiainen | Ford Focus WRC  |
| 27 | Rajd Włoch             | 2007  | Timo Rautiainen | Ford Focus WRC  |
| 28 | Rajd Grecji            | 2007  | Timo Rautiainen | Ford Focus WRC  |
| 29 | Rajd Finlandii         | 2007  | Timo Rautiainen | Ford Focus WRC  |
| 30 | Rajd Nowej Zelandii    | 2007  | Timo Rautiainen | Ford Focus WRC  |

## Starty w rajdach WRC
| Sezon | Zespół                                      | Samochód                                                     | 1      | 2     | 3      | 4       | 5         | 6     | 7          | 8      | 9         | 10     | 11     | 12              | 13        | 14        | 15 | 16 | Punkty | Miejsce |
| ----- | ------------------------------------------- | ------------------------------------------------------------ | ------ | ----- | ------ | ------- | --------- | ----- | ---------- | ------ | --------- | ------ | ------ | --------------- | --------- | --------- | -- | -- | ------ | ------- |
| 1989  | Marcus Grönholm                             | Lancia Delta HF Integrale                                    | SWE -  | MCO - | POR -  | KEN -   | FRA 23    | GRE - | NZL -      | ARG -  | FIN -     | AUS -  | ITA -  | CIV -           | GBR -     |           |    |    | -      | -       |
| 1990  | Marcus Grönholm                             | Toyota Celica GT-Four                                        | MCO -  | POR - | KEN -  | FRA -   | GRE -     | NZL - | ARG -      | FIN NU | AUS -     | ITA -  | CIV -  | GBR -           |           |           |    |    | -      | -       |
| 1991  | Marcus Grönholm                             | Toyota Celica GT-Four                                        | -      | -     | -      | -       | -         | -     | -          | -      | 13        | -      | -      | -               | -         | -         |    |    | -      | -       |
| 1992  | Marcus Grönholm                             | Toyota Celica Turbo 4WD                                      | -      | -     | -      | -       | -         | -     | -          | -      | NU        | -      | -      | -               | -         | -         |    |    | -      | -       |
| 1993  | Marcus Grönholm                             | Toyota Celica Turbo 4WD                                      | -      | -     | -      | -       | -         | -     | -          | -      | 10        | -      | -      | -               | -         |           |    |    | 1      | 65.     |
| 1994  | Marcus Grönholm                             | Toyota Celica Turbo 4WD                                      | -      | -     | -      | -       | -         | -     | -          | 5      | -         | -      |        |                 |           |           |    |    | 8      | 19.     |
| 1995  | Marcus Grönholm                             | Toyota Celica Turbo 4WD                                      | -      | NU    | NU     | -       | NU        | -     | -          | -      |           |        |        |                 |           |           |    |    | -      | -       |
| 1996  | Marcus Grönholm Toyota Castrol Team         | Toyota Celica Turbo 4WD Toyota Celica GT-Four                | 7      | -     | -      | -       | -         | 4     | -          | -      | -         |        |        |                 |           |           |    |    | 14     | 10.     |
| 1997  | Toyota Castrol Team                         | Toyota Celica GT-Four Toyota Corolla WRC                     | -      | 8     | -      | NU      | -         | -     | 4          | -      | -         | NU     | -      | -               | -         | 5         |    |    | 5      | 12.     |
| 1998  | Toyota Castrol Team HF Grifone              | Toyota Celica GT-Four Toyota Corolla WRC                     | -      | 5     | -      | NU      | NU        | -     | -          | -      | NU        | 7      | -      | -               | NU        |           |    |    | 2      | 16.     |
| 1999  | Seat Sport Mitsubishi Ralliart Peugeot Esso | SEAT Córdoba WRC Mitsubishi Carisma GT Evo 6 Peugeot 206 WRC | -      | NU    | -      | NU      | -         | -     | -          | NU     | -         | 4      | -      | 8               | 5         | NU        |    |    | 5      | 15.     |
| 2000  | Peugeot Esso                                | Peugeot 206 WRC                                              | NU     | 1     | NU     | 2       | 5         | 2     | NU         | 1      | 1         | NU     | 5      | 4               | 1         | 2         |    |    | 65     | 1.      |
| 2001  | Peugeot Total                               | Peugeot 206 WRC                                              | NU     | NU    | 3      | NU      | NU        | NU    | NU         | NU     | 1         | 5      | 7      | NU              | 1         | 1         |    |    | 36     | 4.      |
| 2002  | Peugeot Total                               | Peugeot 206 WRC                                              | 5      | 1     | 2      | 4       | 1         | DK    | 2          | NU     | 1         | 3      | 2      | 1               | 1         | NU        |    |    | 77     | 1.      |
| 2003  | Marlboro Peugeot Total                      | Peugeot 206 WRC                                              | 13     | 1     | 9      | 1       | 1         | NU    | NU         | 2      | NU        | NU     | NU     | 4               | 6         | NU        |    |    | 46     | 6.      |
| 2004  | Marlboro Peugeot Total                      | Peugeot 307 WRC                                              | 4      | 2     | 6      | 2       | DK        | NU    | 2          | NU     | 1         | NU     | 4      | NU              | 7         | 4         | 2  | NU | 62     | 5.      |
| 2005  | Marlboro Peugeot Total                      | Peugeot 307 WRC                                              | 5      | NU    | 2      | 2       | 3         | NU    | 3          | 4      | 2         | 1      | 3      | NU              | 1         | NU        | NU | NU | 71     | 3.      |
| 2006  | BP Ford World Rally Team                    | Ford Focus WRC                                               | 1      | 1     | 8      | 3       | 2         | 10    | NU         | 1      | 3         | 1      | 2      | 2               | 1         | 5         | 1  | 1  | 111    | 2.      |
| 2007  | BP Ford World Rally Team                    | Ford Focus WRC                                               | 3      | 1     | 2      | 2       | 4         | 2     | 1          | 1      | 1         | 4      | 1      | 3               | 2         | NU        | NU | 2  | 112    | 2.      |
| 2009  | Prodrive                                    | Subaru Impreza WRC                                           | -      | -     | -      | NU      | -         | -     | -          | -      | -         | -      | -      | -               |           |           |    |    | -      | -       |
| 2010  | Stobart VK M-Sport Ford Rally Team          | Ford Focus WRC                                               | 21     | -     | -      | -       | -         | -     | -          | -      | -         | -      | -      | -               | -         |           |    |    | -      | -       |
| 2019  | Marcus Grönholm                             | Toyota Yaris WRC                                             | Monako | 38    | Meksyk | Francja | Argentyna | Chile | Portugalia | Włochy | Finlandia | Niemcy | Turcja | Wielka Brytania | Hiszpania | Australia |    |    | -      | -       |